# Air Orient
Air Orient est une ancienne compagnie aérienne française qui opéra à partir de 1928 et qui figure parmi les sociétés qui ont donné naissance à Air France en 1933. Comme son nom l'indique, elle était spécialisée pour l'Orient et l'Extrême-Orient dans les années 1930, notamment les colonies françaises. Un service hebdomadaire conduisait les passagers et le courrier de Marseille à Saïgon en dix jours et demi, et après dix-sept escales.
L’hippocampe ailé, dit « la crevette », était le symbole d’Air Orient dans les années 1930, avant qu'elle ne participe à la création d’Air France en 1933 et que l’hippocampe ailé devienne le symbole de toute la société Air France.
Maurice Noguès en est le père fondateur. Ancien pilote de la grande guerre, il commence sa carrière civile dans la compagnie Franco-Roumaine où il effectue le premier vol commercial de nuit entre Strasbourg et Paris le 2 septembre 1923, à l’aide d’une boussole à main ! Puis il vole sur les lignes de la mer Noire, vers Bagdad et Téhéran.
Mais c’est par la Méditerranée et Marseille qu’il va développer la ligne d’Orient (Air Union Lignes d’Orient)

## Destinations

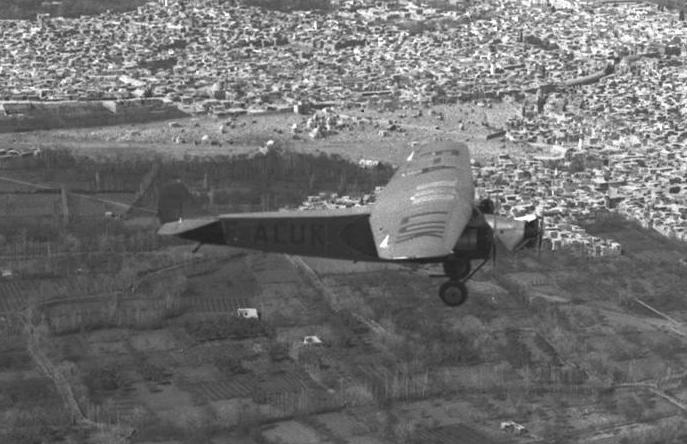
Un Fokker F.VIIb/3m d'Air Orient au-dessus de Damas en 1933.

La compagnie reliait la France aux principales colonies françaises de l'Orient.
- Grande-Bretagne - Londres
- France - Paris, Lyon, Marseille
- Italie - Naples
- Grèce - Corfou, Athènes, Kastellórizo
- Liban - Beyrouth
- Syrie - Damas, Alep
- Irak - Bagdad
- Perse - Bouchehr (Bouchir), Djask
- Inde - Allahabad, Karachi, Jodhpur, Calcutta
- Siam - Bangkok
- Birmanie - Rangoun, Akyab
- Indochine - Saïgon

## Iconographie
- Air Orient, affiche de Paul Colin, 1933[3].